# Little River, Kansas
Little River är en ort i Rice County i Kansas. Vid 2020 års folkräkning hade Little River 472 invånare.